# بيت صالح مثني (السدة)

تعديل مصدري - تعديل

بيت صالح مثني هي إحدى قرى عزلة الأعماس بمديرية السدة التابعة لمحافظة إب، بلغ تعداد سكانها 453 نسمة حسب تعداد اليمن لعام 2004.